# 오딘 (밴드)
오딘(Oathean)은 대한민국의 록 밴드이다.
1993년 김민수(보컬, 베이스), 김희태(기타), 김민석(기타), 김동현(드럼)의 4인조 밴드로 결성하였으며 그 당시의 밴드명은 오딘(Odin)이었다.
그 후 1997년 여름, 팀명을 오딘(Oathean)으로 이름을 바꾸고 재결성하였다.
1998년 6월, 데뷔 앨범 아주 커다란 슬픔의 눈을 발매하였다. 

## 구성원
- 김도수 - 보컬, 기타
- 이희두 - 기타
- Dhemian Frost - 베이스
- 박종호 - 드럼

### 이전 구성원
- 김민수 - 보컬
- 임진아 - 보컬
- 김민석 - 기타
- 김희태 - 기타
- 송성한 - 기타
- 백현 - 기타
- 이분도 - 기타
- 이준혁 - 기타
- 문종수 - 베이스 기타
- 박용희 - 베이스 기타
- 양진휘 - 베이스 기타
- 이정화 - 키보드
- 김운 - 드럼
- 박재륜 - 드럼
- 김동현 - 드럼
- 이수형 - 드럼
- 허지우 - 드럼
- 전성만 - 드럼
- 구혜령 - 키보드

## 음반 목록

### 정규 음반
- 아주 커다란 슬픔의 눈 (1998년)
- Ten Days in Lachrymation (2001년)
- Fading Away into the Grave of Nothingness (2004년)
- Regarding All the Sadness of the World (2008년)
- Oathean (2010년)

### EP
- When All Memories Are Shattered (2001년)

### 비정규 음반
- The Last Desperate 10 Years as Ever (2003년, 97년 데모음반의 리마스터링 음반)
- The Eyes of Tremendous Sorrow + As a Solitary Tree Against the Sky (2005년, 1집 재발매반)

### 데모 음반
- Demo '97 (Demo, 1997년)